# Houstonia parviflora
Houstonia parviflora là một loài thực vật có hoa trong họ Thiến thảo. Loài này được Holz. ex Greenm. mô tả khoa học đầu tiên năm 1897. Loài này được tìm thấy duy nhất tại trung-nam Texas.